# Liga Nacional de Nepal
La Liga Nacional de Nepal (नेपाल राष्ट्रिय लिग en nepalés), llamada Red Bull National League por razones de patrocinio, es la liga de fútbol más importante a nivel de clubes en Nepal, en la que el campeón clasifica a la Copa de la AFC.

## Historia
La liga fue creada en el año 2011 y los partidos se juegan todos contra todos entre 9 equipos provenientes de una fase de clasificación, de los cuales 5 de ellos provienen de la Liga de Fútbol de Nepal, la anterior primera división, mientras que los otros 4 salen de ligas distritales.
Son 37 distritos los que conforman Nepal, de donde salen 3 divisiones que componen la nueva liga basados en la infraestructura de cada club.

## Ediciones anteriores
- 2011: Nepal Police Club
- 2012-13: Three Star Club
- 2013-14: Manang Marshyangdi Club
- 2014-2017: No disputado
- 2018-19: Manang Marshyangdi Club
- 2019-20: Machhindra FC
- 2020-21: No disputado
- 2021-22: Machhindra FC